# Großer Preis von Deutschland 1922
Il Großer Preis von Deutschland 1922, precursore del Giro di Germania, fu la seconda occasione in cui venne organizzata in Germania una corsa a tappe sul modello del Tour de France e del Giro d'Italia. Rispetto all'edizione precedente vennero disputate solo quattro tappe, ognuna delle quali era specificamente sponsorizzata da un'azienda di biciclette dell'epoca. Le tappe erano, nell'ordine: Allright-Etappe, Torpedo-Etappe, Komet-Etappe e Continental-Etappe. 
Presero parte alla competizione 36 ciclisti ma solamente 18 la portarono a termine.
A dominare la corsa fu Adolf Huschke, che vinse tre frazioni e la classifica finale, mentre la quarta frazione fu conquistata da suo fratello Richard.

## Tappe
| Tappa | Data      | Percorso             | km    | Tempo     | Vincitore di tappa | Leader cl. generale |
| ----- | --------- | -------------------- | ----- | --------- | ------------------ | ------------------- |
| 1ª    | 18 maggio | Colonia > Aquisgrana | 256,7 | 9h21'50"  | Adolf Huschke      | Adolf Huschke       |
| 2ª    | ? maggio  | Aquisgrana > Treviri | 253,3 | 8h57'00"  | Adolf Huschke      | Adolf Huschke       |
| 3ª    | ? maggio  | Treviri > Mannheim   | 258,5 | 9h21'00"  | Adolf Huschke      | Adolf Huschke       |
| 4ª    | 23 maggio | Mannheim > Colonia   | 274,8 | 10h19'42" | Richard Huschke    | Adolf Huschke       |

## Classifica generale
| Pos. | Corridore       | Squadra     | Punti     |
| ---- | --------------- | ----------- | --------- |
| 1    | Adolf Huschke   | Continental | 38h33'31" |
| 2    | Paul Kohl       | Continental | a 22"     |
| 3    | Wilhelm Siewert | Individuale | a 5'25"   |
| 4    | Richard Huschke | Individuale | a 10'58"  |
| 5    | Erich Aberger   | Individuale | a 30'50"  |
| 6    | Fritz Fischer   | Individuale | a 38'17"  |
| 7    | Felix Manthey   | Individuale | a 39'19"  |
| 8    | Jean Steingass  | Individuale | a 39'14   |
| 9    | Otto Büttner    | Individuale | a 41'12"  |
| 10   | Wilhelm Franke  | Individuale | a 57'58"  |